# Нагорново (Белоярский сельсовет)
Наго́рново — посёлок в Ачинском районе Красноярского края России. Входит в состав Белоярского сельсовета.

## География
Посёлок расположен в 18 км к западу от райцентра Ачинск.

## Население
| 1989 | 2002 | 2010 |
| ---- | ---- | ---- |
| 83   | ↘47  | ↘36  |

Гендерный состав
По данным Всероссийской переписи населения 2010 года в Нагорново жили 21 мужчина и 15 женщин.